# Eupsophus migueli
Eupsophus migueli , conocido como sapo de Miguel, es una especie de anfibio anuro en la familia Alsodidae.
Es endémico de Chile. 
Sus hábitats naturales son los bosques templados y marismas intermitentes de agua dulce. Está amenazada por la pérdida de su hábitat. De hecho, un estudio científico de 2023 predijo que, de continuar la actual tendencia climática, esta especie vería reducido su rango de distribución, amenazando seriamente su supervivencia.